# Kenneth Steele White
Kenneth Steele White  (* 19. November 1922; † 29. Juni 1996) war ein US-amerikanischer Romanist, Literaturwissenschaftler und Dichter.

## Leben
White promovierte 1958 an der Stanford University mit der Arbeit The development of Lenormand's principles and purposes as a dramatist. Er war von 1960 bis 1965  Assistant Professor of French an der University of Michigan in Ann Arbor. Dann ging er an die University of Kansas in Lawrence und war dort bis 1986 Associate Professor of French.

## Werke

### Romanistik
- Savage comedy since King Ubu. A tangent to "the absurd", Washington D. C. 1977, 1980
- (Hrsg.) Savage comedy. Structures of humor, Amsterdam 1978
- Les Centres dramatiques nationaux de province 1945-1965, Bern/Frankfurt a. M./Las Vegas 1979
- Man's new shapes. French avant-garde drama's metamorphoses, Washington D. C. 1979
- (mit Edith Kern, John Fuegi, Leroy R. Shaw und Mary R. Davidson)  Alogical modern drama. Essays, Amsterdam 1982
- Einstein and modern French drama. An analogy, Washington D. C. 1983

### Dichtung
- Centers of a universe, New Rochelle, N. Y. 1978
- Like morning. Poetry, Ardmore, Pa. 1981